# Карролл (округ, Индиана)
Ка́рролл (англ. Carroll County) — округ в США, штате Индиана. Официально образован в 1828 году. По состоянию на 2010 год, численность населения составляла 20 155 человек. Получил своё название в честь плантатора и политического деятеля Чарльза Кэрролла III, подписавшего декларацию независимости США.

## География
По данным Бюро переписи США, общая площадь округа равняется 971 км², из которых 964 км² суша и 7 км² или 0,75 % это водоёмы.

### Соседние округа
- Касс (Индиана) — северо-восток
- Хауард (Индиана) — восток
- Клинтон (Индиана) — юг
- Типпекану (Индиана) — юго-запад
- Уайт (Индиана) — северо-запад

## Демография
По данным переписи населения 2000 года в округе проживает 20 165 жителей в составе 7 718 домашних хозяйств и 5 688 семей. Плотность населения составляет 21 человека на км². На территории округа насчитывается 8 675 жилое строение, при плотности застройки 9 строения на км². Расовый состав населения: белые — 97,65 %, афроамериканцы — 0,20 %, коренные американцы (индейцы) — 0,16 %, азиаты — 0,06 %, представители других рас — 1,39 %, представители двух или более рас — 0,54 %. Испаноязычные составляли 2,93 % населения.
В составе 33,20 % из общего числа домашних хозяйств проживают дети в возрасте до 18 лет, 63,50 % домашних хозяйств представляют собой супружеские пары проживающие вместе, 6,50 % домашних хозяйств представляют собой одиноких женщин без супруга, 26,30 % домашних хозяйств не имеют отношения к семьям, 22,80 % домашних хозяйств состоят из одного человека, 10,50 % домашних хозяйств состоят из престарелых (65 лет и старше), проживающих в одиночестве. Средний размер домашнего хозяйства составляет 2,59 человека, и средний размер семей 3,04 человека.
Возрастной состав округа: 26,30 % моложе 18 лет, 7,40 % от 18 до 24, 28,70 % от 25 до 44, 23,60 % от 45 до 64 и 13,90 % от 65 и старше. Средний возраст жителя округа 37 лет. На каждые 100 женщин приходится 99,60 мужчин. На каждые 100 женщин старше 18 лет приходится 96,80 мужчин.
Средний доход на домохозяйство в округе составлял 42 677 USD, на семью — 50 216 USD. Среднестатистический заработок мужчины был 35 348 USD против 21 385 USD для женщины. Доход на душу населения был 19 436 USD. Около 4,30 % семей и 6,80 % общего населения находились ниже черты бедности, в том числе — 9,00 % молодежи (тех кому ещё не исполнилось 18 лет) и 6,30 % тех кому было уже больше 65 лет.